# Moustérien
Als Moustérien (Aussprache [mʊsteˈri̯ɛ̃ː]) wird eine Epoche des europäischen Mittelpaläolithikums bezeichnet. Das Moustérien im engeren Sinne beginnt vor rund 120.000 Jahren und dauert bis vor etwa 40.000 Jahren. In Europa ist es mit der Kultur der Neandertaler assoziiert.

## Etymologie  und Geschichte

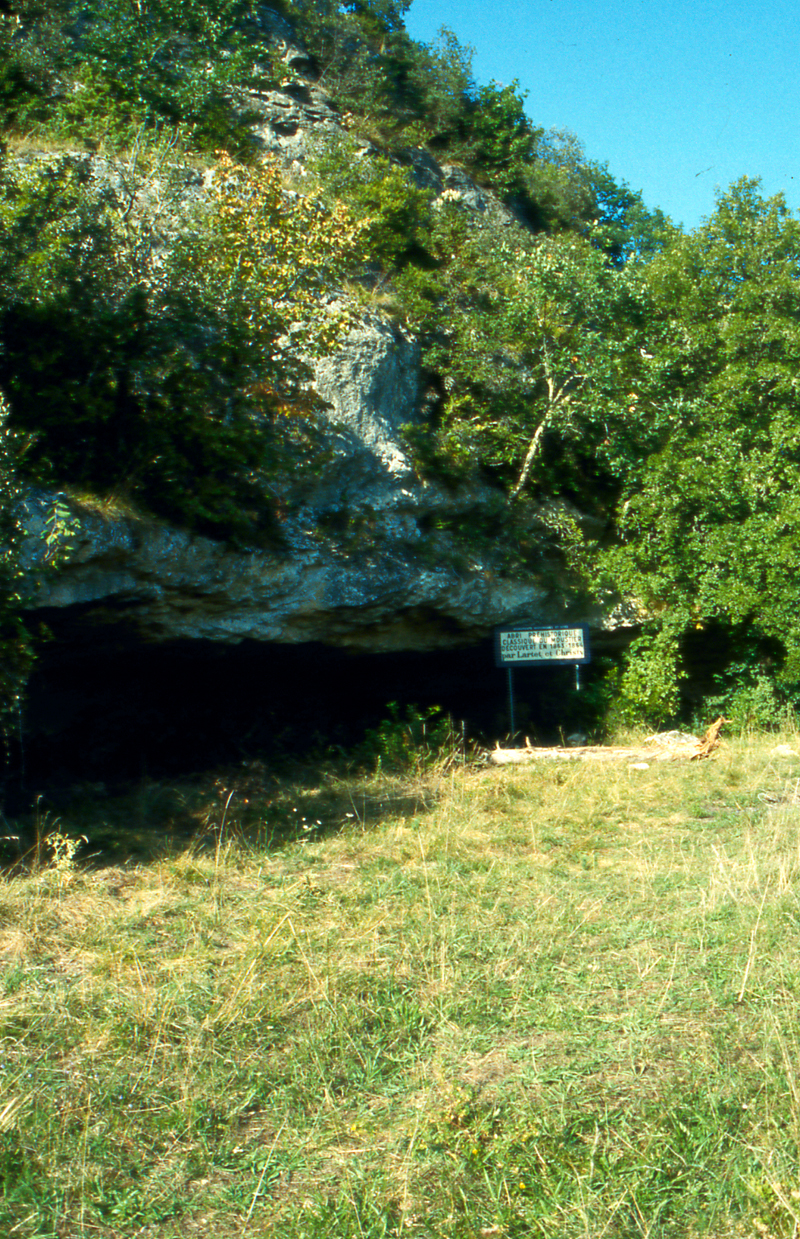
Eponymer Fundort: oberer Abri von Le Moustier

Die Bezeichnung Moustérien leitet sich von dem Eponymen Fundort Le Moustier ab, einer im Vézèretal gelegenen Ortschaft der französischen Gemeinde Peyzac-le-Moustier im Département Dordogne.
Gabriel de Mortillet führte den Epochenbegriff Moustérien (ursprünglich noch zutreffender Moustiérien geschrieben) 1872 in die wissenschaftliche Fachliteratur ein. Er hatte die Epoche nach den für sie charakteristischen, in der Fundstelle Le Moustier enthaltenen Steinartefakten benannt. Als Typprofil diente ihm dabei die Sedimentfüllung des oberen Abris von Le Moustier.
Zu Ausgang des 19. Jahrhunderts und zu Beginn des 20. Jahrhunderts wurden zahlreiche andere klassische Fundstätten des Moustérien entdeckt und untersucht, wie beispielsweise La Micoque, La Quina, La Chapelle-aux-Saints, der Abric Romaní, La Ferrassie, Krapina und andere.
Seit Beginn der 1950er Jahre ermöglichen es neue Untersuchungsmethoden, die reichhaltigen Artefaktfunde besser zu klassifizieren. François Bordes konnte beispielsweise mit der von ihm eingeführten Typologie mehrere Varietäten des Moustérien zuerst empirisch und dann auch statistisch unterscheiden (siehe weiter unten). Diese verschiedenen Faziestypen lassen sich sowohl durch unterschiedlich proportionierte Zusammensetzungen der einzelnen Werkzeugsfunde, als auch durch unterschiedliche Herstellungstechniken der aufgefundenen Werkzeuge auseinanderhalten.
Seit den 1960er Jahren wird die Interpretation dieser Unterschiede innerhalb des Moustériens in wissenschaftlichen Kreisen sehr intensiv diskutiert (Debatte Bordes – Binford). Manche in der Tradition Bordes’ stehende Autoren schreiben diese Unterschiede verschiedenen Kulturen oder auch zeitlich aufeinanderfolgenden Kulturen zu. Der Kreis um Lewis Binford deutet Unterschiede als verschiedene Betätigungen aufgrund veränderter Umweltbedingungen (auch saisonbedingt). Autoren um Paul Mellars wiederum sehen die Ursache in einem stetigen Veränderungsprozess innerhalb einer Kultur.

## Chronologie

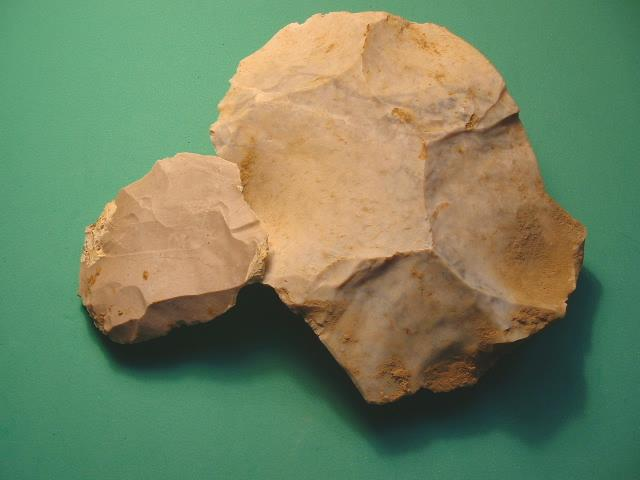
Kern und Abschlag in Levalloistechnik aus der Haute Saône

Das Moustérien zählt zu den Steinwerkzeugsindustrien des Mittelpaläolithikums, gekennzeichnet durch relativ kleine Abschläge gefolgt von Retuschierungen.
In Europa löst das Mittelpaläolithikum gegen 300.000 Jahren BP nur ganz allmählich das Acheuléen mit seinen noch recht groben Faustkeilen ab. Zum selben Zeitpunkt etabliert sich auch die Levalloistechnik. Technologisch ist das Moustérien daher durch die überwiegend mit der Levalloistechnik hergestellten Abschläge und durch das häufige Vorkommen von Schabern charakterisiert.
In Europa ist das Moustérien mit den Neandertalern assoziiert. Im Nahen Osten gelten zudem frühe anatomisch moderne Menschen (Homo sapiens) als Träger des Moustérien.
Das Moustérien im engeren Sinne mit den von Bordes ausgeschiedenen Fazies entwickelt sich im Zeitraum zwischen 200.000 und 40.000 Jahren BP. Gegen Ende dieser Zeitspanne scheint sich die Entwicklung zu diversifizieren, diese Beobachtung lässt sich aber auch möglicherweise durch eine bessere Erforschung der jüngeren Industrien erklären.
In den späten Abschnitten entwickeln sich in Europa bereits „Übergangsindustrien“, die schon Kennzeichen des folgenden Jungpaläolithikums tragen. So folgen in Westeuropa auf das Moustérien das Châtelperronien (38.000 bis 32.000 Jahre BP) bzw. das Aurignacien, welche bereits zum Jungpaläolithikum gerechnet werden und sich durch von Klingen gestützte Werkzeuge auszeichnen. Diese Kulturen wurden vormals den Cro-Magnon-Menschen zugeschrieben, die aus Afrika kommend in Europa eingewandert waren und die Neandertaler nach und nach aufgrund ihrer höheren Fortpflanzungsrate verdrängt hatten. Seit der Entdeckung eines Neandertalgrabmales in Saint-Césaire (des Fossils Saint-Césaire 1) wird jedoch jetzt vielmehr davon ausgegangen, dass das Châtelperronien die letzte von Neandertalern geschaffene Werkzeugsindustrie war.

## Veränderungen in Klima und Umwelt
Wie das gesamte Pleistozän wird auch das Mittelpaläolithikum von bedeutenden, globalen Klimaschwankungen betroffen, die sich durch einen Wechsel von Kalt- und Warmzeiten auszeichnen; letztere können ihrerseits wiederum bedeutende, relativ rasch wirksam werdende Temperaturschwankungen vorweisen. Die während des Moustériens lebenden Hominiden waren folglich sehr unterschiedlichen klimatischen Bedingungen ausgesetzt:
- gemäßigtes Klima – günstige Voraussetzungen für die Ausbreitung von Wäldern (OIS 5e während des Eemiums),
- kühl-gemäßigtes Klima – Erscheinen von mit Buschwerk bestandenen Wiesenflächen im Norden Frankreichs (OIS 5c bis OIS 5a),
- kalt-gemäßigtes Klima – Steppenvegetation im Südwesten Frankreichs (gewisse Stadien des OIS 3),
- kaltes Klima – Tundrenvegetation (OIS 4).

Die kältesten Perioden werden von Meeresrückzügen begleitet, einhergehend mit einer bedeutenden Rückverlegung der Küstenlinien. Dies ermöglichte es den damaligen Menschen, die britischen Inseln zu Fuß zu erreichen.

## Verbreitung
Die genaue Verbreitung des Moustériens ist nur in groben Zügen bekannt, da seine Erforschung bisher nicht in allen Ländern gleich intensiv erfolgte. Gesicherte Vorkommen des Moustériens finden sich in ganz Europa, von Wales bis Griechenland und von Portugal bis nach Russland, eine Ausnahme bilden hierbei die Mittelmeerinseln. Im Norden Europas reicht sein Verbreitungsgebiet bis an die damals von den Gletschern Skandinaviens gesetzte Grenze. Im Süden scheint es bis ans Mittelmeer heranzureichen – es gilt hierbei jedoch die noch etwas unklaren Verhältnisse zwischen dem europäischen Moustérien und dem nordafrikanischen Atérien – einer von anatomisch modernen Menschen geschaffenen Industrie des Mittelpaläolithikums – aufzuklären. Richtung Osten hat sich das Moustérien offensichtlich über die russischen Ebenen und den Ural hinaus nach Zentral- und Ostasien ausgedehnt. Beispielsweise gibt es in der Mongolei dem Moustérien vergleichbare Industrien. Die vor kurzem aufgefundenen Knochenreste aus der Höhle von Okladnikov im Altai wurden mittels einer genetischen Analyse der in den Mitochondrien enthaltenen aDNA dem Neandertaler zugeschrieben. Die assoziierten Artefaktfunde besitzen offensichtlich die für das Moustérien charakteristischen Merkmale.
Im Nahen Osten wurden zwischen 130.000 und 80.000 Jahren BP die Steinwerkzeuge des Moustérien von Vertretern der Art Homo sapiens, früher auch noch als „Proto-Cro-Magnons“ bezeichnet, geschaffen – Funde in der Qafzeh-Höhle und der Skhul-Höhle belegen dies. Später dann aber auch von Neandertalern, die zwischen 70.000 und 50.000 Jahren BP aus Westeuropa hinzugewandert waren (Funde von Kébara, Tabun und Amud).

## Generelle Charakterisierung der Steinartefakte des Moustérien

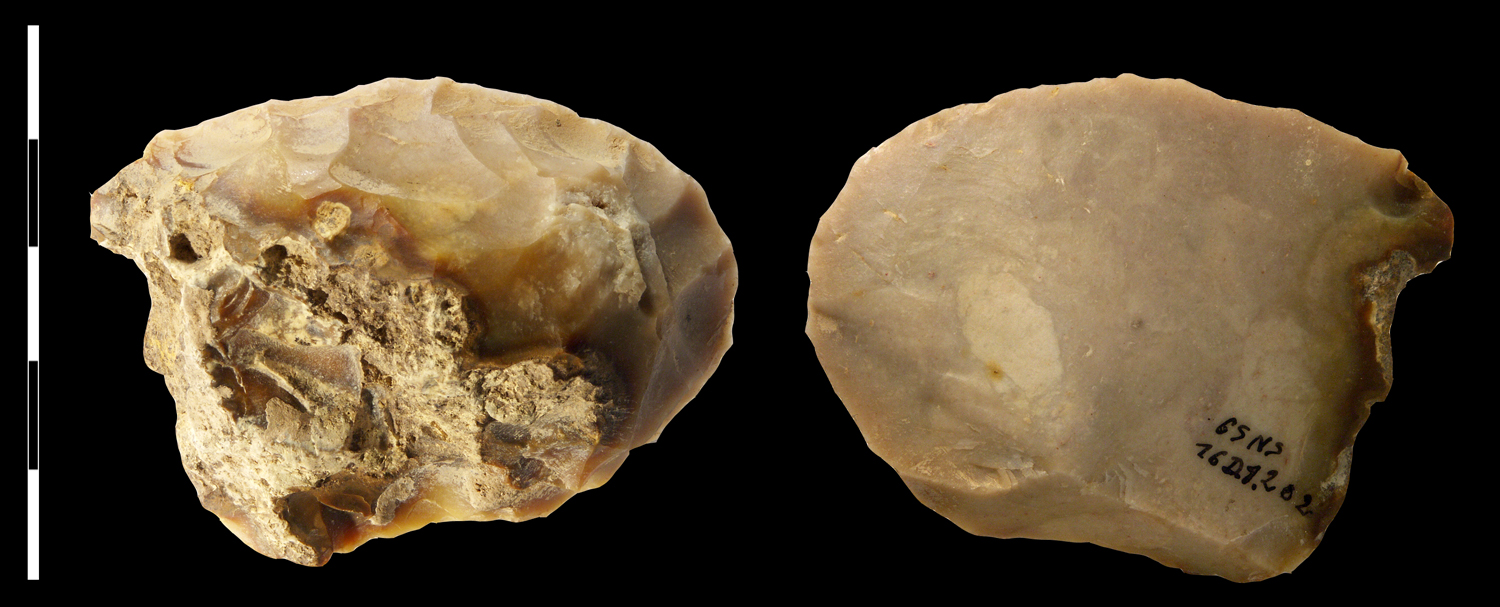
Schaber aus Silex des Moustériens

Die auf Abschlägen beruhenden Steinwerkzeuge des Moustériens zeigen eine große Bandbreite unterschiedlicher Formen. Vorherrschend sind verschiedene Schaber (Einfach- und Doppelschaber, konvergente Schaber, gekrümmte Schaber etc.), Pfeilspitzen, Kratzer, gezähnte und eingebuchtete Klingen. Die Abschläge wurden teilweise mit schon sehr komplexen Herstellungsmethoden wie beispielsweise der Levalloistechnik gefertigt. Zu den Abschlägen gesellen sich oft kleinere, schmale und regelmäßig geformte Faustkeile.
Die Anordnung der Abnutzungsspuren sowie außergewöhnliche Funde von natürlichen Klebestoffen beweisen, dass diese Werkzeuge auf einen Schaft angesetzt waren. Mikroskopische Untersuchungen der Schneideflächen haben ferner gezeigt, dass mit diesen Werkzeugen Holz, frische und getrocknete Felle sowie pflanzliches Material bearbeitet wurden.

## Die Faziestypen des Moustérien

### Typisches Moustérien
Das typische Moustérien wird meist negativ definiert, d. h. durch die Abwesenheit von Faustkeilen, gezähnten Klingen etc. Es enthält sehr viele Schaber und gelegentliche Spitzen. Seine Stellung als eigene Fazies wird oft in Frage gestellt.

### Gezähntes Moustérien
Das gezähnte Werkzeuge führende Moustérien (franz. Moustérien à denticulés) ist für den Ausgang des Moustérien charakteristisch. In den Fundstätten Südwestfrankreichs befindet es sich meist am oberen Ende der Sedimentabfolgen. Wie die anderen Faziestypen resultiert es ebenfalls aus einer Kombination von ökonomischen, technischen und kulturellen Faktoren. Es enthält im Wesentlichen nur gezähnte und eingekerbte Abschläge.

### Moustérien des Charentetyps

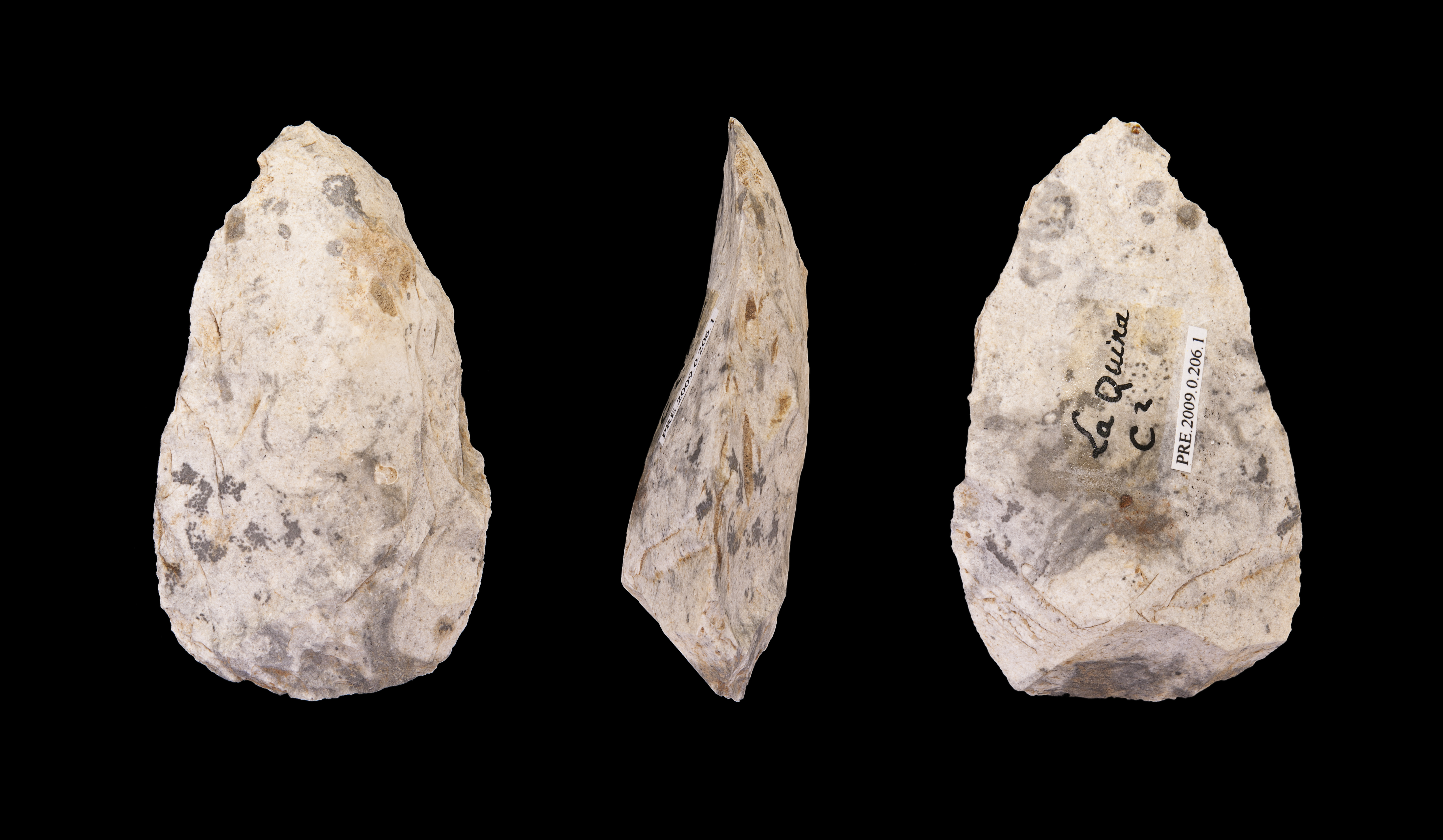
Ein Schaber des La-Quina-Typs

Das Moustérien des Charentetyps besteht aus zwei Unterfazies, die in der Charente definiert worden waren. Diese beiden Unterfazies ähneln sich aber nur wenig und sind wahrscheinlich auch nicht miteinander verwandt. Die beiden Unterfazies sind:
- Moustérien des La-Quina-Typs,
- Moustérien des La-Ferrassie-Typs.

Der Quina-Typ führt sehr viele, relativ dicke Schaber, die entweder im Längs- oder im Seitenriss gebogen sind. Hinzu treten recht spezialisierte Werkzeuge wie Hackmesser und sogenannte «Schnecken».
Der Ferrassie-Typ ist in seinen Werkzeugen dem Quina-Typ recht ähnlich, unterscheidet sich aber in ihrer Fertigung mittels der Levalloistechnik. Deswegen wirken die Werkzeuge des Ferrassie-Typs im Vergleich zum massiven Quina-Typ wesentlich zierlicher.

### Moustérien de tradition acheuléenne (MTA)
Das MTA (Moustérien de tradition acheuléenne – Moustérien in der Tradition des Acheuléen) ist ein Faziestyp, der ebenfalls für das Endstadium des Moustérien kennzeichnend ist. Die auf Denis Peyrony zurückgehende Bezeichnung ist irreführend, da diese Fazies nicht direkt aus dem Acheuléen hervorgegangen ist.
Generell führt das MTA herzförmige Faustkeile, Messerklingen mit Rücken, Schaber und bereits mehrere Werkzeuge des Jungpaläolithikums.
François Bordes hat das MTA in zwei Subfazies unterteilt:
- einen Typ A, der durch einen hohen Anteil von Faustkeilen, Schabern und Klingen mit Rücken gekennzeichnet wird,
- einen Typ B, der durch langgezogene Klingen und durch einen geringeren Anteil an Faustkeilen und Schabern als in Typ A charakterisiert wird.

Laut Bordes und anderer Autoren dürften die beiden Subfazies Entwicklungsstufen hin zum Châtelperronien darstellen. Diese Ansicht wird jedoch heute in Frage gestellt.

### Andere regionale Faziestypen
Es bestehen noch andere, auf bestimmte Regionen beschränkte Faziestypen, z. B.:
- das Pontinien,
- das Taubachien,
- das Vasconien,
- die Klingenindustrien Nordeuropas,
- die vom modernen Menschen getragenen Industrien des Nahen Ostens.

## Komplexe Verhaltensweisen während des Moustériens
Zu den bereits erwähnten diversifizierten Steinwerkzeugen und den anspruchsvollen Herstellungstechniken treten nun auch recht komplexe Verhaltensweisen hinzu, wie beispielsweise die organisierte Jagd auf große Pflanzenfresser wie Ren, Wisent, Auerochs und Pferd, die teils gestellt oder in natürliche Fallen (wie z. B. Überhänge) getrieben wurden, sowie die gezielte Suche nach hochwertigem Feuerstein und dessen Transport über Entfernungen bis zu hundert Kilometer. Auch die Siedlungsplätze wurden während des Moustériens allmählich ausgebaut, wie Überreste von Hütten und konstruierten Feuerstellen im Freien als auch in Höhlen und unter Abris belegen.
Der Neandertaler ist offensichtlich schon vor 100.000 Jahren spirituellen Belangen nachgegangen – zu erkennen an mehreren, in Grabstätten beigesetzten Neandertalskeletten, versehen mit rituellen Grabbeigaben und Tierhörnern. Zu den Grabmälern gesellen sich Aktivitäten ästhetischer Natur wie das Sammeln von Ocker, außergewöhnlichen Fossilien und seltenen Mineralien. Auch Gravuren und nichtfigurative Ritzzeichnungen wurden bereits angebracht.
Aus dem Moustérien stammen die ältesten bekannten Petroglyphen im anstehenden Gestein. Sie wurden in einer Höhle in Gibraltar gefunden und 2014 publiziert. Die einfachen Formen aus sich kreuzenden Linien konnten durch Ablagerungen über den Linien auf ein Alter von mindestens 39.000 Jahren datiert werden. Rund 75.000 Jahre alt ist die Maske von La Roche-Cotard, die im Jahr 2002 im Bereich der Fundstätte La Roche-Cotard ausgegraben wurde.
Die nomadisch, als Jäger und Sammler lebenden Neandertaler waren vorzüglich an ihre Umwelt angepasst und so weit entwickelt, dass sie Zehntausende von Jahren unter den teils extremen klimatischen Bedingungen der letzten Kaltzeit überleben konnten. Ob ihr Aussterben vor rund 30.000 Jahren BP mit dem gleichzeitigen Auftauchen des modernen Menschen, dem Träger der Kultur des Aurignacien, verknüpft ist, ist ungeklärt.